# Anestetik
Anestetik je učinkovina ali zdravilo, ki povzroči anestezijo oz. stanje brez čutnih zaznav.
Ločimo lokalne anestetike, ki povzročijo lokalno neodzivnost tkiva na dražljaje, in splošne anestetike, ki povzročijo anestezijo z izgubo zavesti. 

## Lokalni anestetiki
Lokalni anestetiki so učinkovine, ki povzročijo povratno blokado prevajanja živčnih impulzov v tistem predelu telesa, kjer so bili aplicirani. Delujejo tako, da preprečijo delovanje ionskih kanalčov v celičnih membranah živčnih celic, kar zavre prevajanje akcijskega potenciala po živčnem vlaknu. V svoji kemijski zgradbi vsebujejo aromatsko strukturo in aminsko skupino. Glede na povezavo med obema strukturnima enotama ločimo estrske (npr. kokain, ametokain) in amidne lokalne anestetike (npr. lignokain, bupivakain, prilokain).

## Splošni anestetiki
Splošni anestetiki se uporabljajo pri kirurških posegih z namenom, da bolnik ne čuti in se ne odziva na bolečino.
Dadjejo se bodisi z inhalacijo (hlapni splošni anestetiki) ali intravensko. Mehanizem njihovega delovanja ni pojasnjen, kaže pa, da delujejo v osrednjem živčevju na strukture v celičnih membranah živčnih celic.
| Splošni anestetik | Skupina                 | Inhalacijski/intravenski |
| ----------------- | ----------------------- | ------------------------ |
| N2O               | neorganski plin         | inhalacijski             |
| sevofluran        | flourirani ogljikovodik | inhalacijski             |
| halotan           | flourirani ogljikovodik | inhalacijski             |
| enfluran          | flourirani ogljikovodik | inhalacijski             |
| izofluran         | flourirani ogljikovodik | inhalacijski             |
| desfluran         | flourirani ogljikovodik | inhalacijski             |
| tiopental         | barbiturati             | intravenski              |
| metoheksidal      | barbiturati             | intravenski              |
| diazepam          | benzodiazepini          | intravenski              |
| lorazepam         | benzodiazepini          | intravenski              |
| flumazenil        | benzodiazepini          | intravenski              |
| midazolam         | benzodiazepini          | intravenski              |
| propofol          | drugo                   | intravenski              |
| etomidat          | drugo                   | intravenski              |
| ketamin           | drugo                   | intravenski              |